# Рубин, Бенни
Бе́нни Ру́бин (англ. Benny Rubin; 2 февраля 1899, Бостон — 15 июля 1986, Лос-Анджелес, Калифорния) — американский актёр радио, кино и телевидения.

## Биография
Бенни Рубин родился 2 февраля 1899 года в Бостоне (штат Массачусетс, США). В 1928 году переехал в Голливуд, где начал сниматься в кино. Режиссёры охотно приглашали его на комические роли в свои картины, поскольку Рубин обладал характерной внешностью, умел подражать множеству диалектов. Помимо этого, Рубин был артистом водевилей, играл в радиопостановках.
Снимался до весьма пожилого возраста: окончил кино-карьеру в 1979 году. Затем в 1985 году (актёру было 86 лет) он снялся в одном эпизоде телесериала «Блеск». Всего с 1928 по 1985 год Рубин появился в более чем 210 фильмах и сериалах. Много работал с трио «Три балбеса».
В 1972 году актёр опубликовал автобиографию «Пойдёмте со мной за кулисы» (англ. Come Backstage with Me).
Бенни Рубин скончался 15 июля 1986 года в Лос-Анджелесе (штат Калифорния) в медицинском центре «Седарс-Синай» от инфаркта миокарда. Похоронен на еврейском кладбище «Хиллсайд Мемориал Парк» в городе Калвер-Сити.
Личная жизнь
Бенни Рубин был женат дважды. Ни одна из его жён не была связана с кинематографом.
- Мэри Болт. Брак заключён в 1927 году, в апреле 1934 года последовал развод[8].
- Беатриса Дэллинджер. Брак заключён 31 мая 1940 года, дальнейшая его судьба неизвестна.

## Работа на радио
- Остановите меня, если вы это уже слышали / Stop Me If You've Heard This One
- Мой друг Ирма[англ.] / My Friend Irma — профессор Кропоткин
- Бикерсоны[англ.] / The Bickersons
- Программа Джека Бенни / The Jack Benny Program

## Избранная фильмография

### Актёр: широкий экран
В титрах указан
- 1928 — Непослушный ребёнок[англ.] / Naughty Baby — Бенни Коэн
- 1929 — Марианна[англ.] / Marianne — Сэм
- 1929 — Эта прекрасная жизнь[англ.] / It's a Great Life — Бенни Фридман
- 1930 — Они узнали о женщинах[англ.] / They Learned About Women — Сэм
- 1930 — Лорд Байрон с Бродвея[англ.] / Lord Byron of Broadway — Фил
- 1930 — Луна Монтаны[англ.] / Montana Moon — «Док» Блум
- 1930 — Дети удовольствия[англ.] / Children of Pleasure — Энди Литл
- 1930 — Солнечное небо[англ.] / Sunny Skies — Бенни Кранц
- 1930 — Горячие изгибы[англ.] / Hot Curves — Бенни Голдберг
- 1935 — Пускайся в пляс[англ.] / Go into Your Dance — пьяница в La Cucaracha Cantina
- 1940 — Давайте делать музыку[англ.] / Let's Make Music — музыкальный издатель
- 1941 — Санни[англ.] / Sunny — майор Монтгомери Слоан
- 1941 — А вот и мистер Джордан[англ.] / Here Comes Mr. Jordan — Багс
- 1952 — Только в этот раз[англ.] / Just This Once — Герберт Энгель
- 1953 — Грустная песня / Torch Song — Чарльз Мэйлор
- 1953 — Стеклянная паутина / The Glass Web — комик-бродяга
- 1954 — Янки Паша[англ.] / Yankee Pasha — Замиль
- 1954 — О миссис Лесли[англ.] / About Mrs. Leslie — режиссёр
- 1956 — Встречай меня в Лас-Вегасе[англ.] / Meet Me in Las Vegas — крупье
- 1959 — Дыра в голове / A Hole in the Head — Эйб Даймонд
- 1961 — Посыльный[англ.] / The Errand Boy — мистер Уобенлотни
- 1961 — Пригоршня чудес / Pocketful of Miracles — улетающий
- 1964 — Жить в доме — не значит жить дома[англ.] / A House Is Not a Home — Счастливый Чарли
- 1964 — Нескладный ординарец[англ.] / The Disorderly Orderly — официант
- 1965 — Это забавное чувство[англ.] / That Funny Feeling — таксист
- 1966 — Призрак в невидимом бикини / The Ghost in the Invisible Bikini — индеец Куриное Перо
- 1969 — Ангел у меня в кармане[англ.] / Angel in My Pocket — Папаша Шредер
- 1976 — Лохматый прокурор[англ.] / The Shaggy D.A. — официант
- 1978 — Кома / Coma — мистер Шварц

В титрах не указан
- 1935 — Скандалы Джорджа Уайта 1935 года / George White's 1935 Scandals — Луи Пинкас
- 1940 — Нет, нет, Нанетт[англ.] / No, No, Nanette — Макс
- 1941 — Гражданин Кейн / Citizen Kane — Смэтер
- 1942 — Бродвей[англ.] / Broadway — консультант
- 1948 — Петля висит высоко[англ.] / The Noose Hangs High — китаец
- 1948 — Бессмысленный триумф / Hollow Triumph — таксист
- 1953 — Легко любить[англ.] / Easy to Love — Оскар Левенсон
- 1954 — Здесь спала Сьюзен[англ.] / Susan Slept Here — Сильвестр, дворник
- 1955 — Нежная ловушка[англ.] / The Tender Trap — мистер Уилсон
- 1956 — История Бенни Гудмена[англ.] / The Benny Goodman Story — мистер Штраус, портной
- 1956 — Кто-то там наверху любит меня / Somebody Up There Likes Me — промоутер боёв
- 1957 — Десять тысяч спален[англ.] / Ten Thousand Bedrooms — официант
- 1957 — Создавая женщину[англ.] (Модельерша) / Designing Woman — Крис Мэттьюс
- 1957 — История Бастера Китона[англ.] / The Buster Keaton Story — Уилки
- 1957 — Испортит ли успех Рока Хантера? / Will Success Spoil Rock Hunter? — управляющий театра
- 1958 — Девушка с вечеринки / Party Girl — мистер Филд
- 1960 — Пожалуйста, не ешь маргаритки[англ.] / Please Don't Eat the Daisies — Пит
- 1961 — Правильный подход[англ.] / The Right Approach — Берт Кластер, агент
- 1964 — Козёл отпущения[англ.] / The Patsy — официант в итальянском кафе
- 1964 — В поисках любви[англ.] / Looking for Love — бармен
- 1964 — Твоё обманчивое сердце[англ.] / Your Cheatin' Heart — сочинитель песен
- 1965 — Харлоу[англ.] / Harlow — режиссёр
- 1965 — Семейные ценности[англ.] / The Family Jewels — художник по вывескам
- 1967 — Весьма современная Милли[англ.] / Thoroughly Modern Millie — официант
- 1968 — Дантист на Диком Западе[англ.] / The Shakiest Gun in the West — мужчина в баре
- 1969 — Попался на удочку[англ.] / Hook, Line & Sinker — ветеринар
- 1970 — Аэропорт / Airport — Сэм Ласки (пассажир, потирающий лицо)
- 1970 — В какой стороне линия фронта?[англ.] / Which Way to the Front? — фельдмаршал фон Будвайзер
- 1972 — Сейчас вы его видите, теперь — нет[англ.] / Now You See Him, Now You Don't — гольфист

### Актёр: телевидение
- 1952—1963 — Шоу Реда Скелтона[англ.] / The Red Skelton Show — разные роли (в 18 эпизодах)
- 1952—1965 — Программа Джека Бенни / The Jack Benny Program — разные роли (в 55 эпизодах)
- 1953 — Шоу Эбботта и Костелло[англ.] / The Abbott and Costello Show — Сэм (в эпизоде Little Old Lady)
- 1953 — Театр «Четыре звезды»[англ.] / Four Star Playhouse — Голландец (в эпизоде The Squeeze)
- 1953 — Письмо Лоретте[англ.] / Letter to Loretta — мистер Смит (в эпизоде Turn of the Card)
- 1953 — Омнибус[англ.] / Omnibus — таксист (в эпизоде The Horn Blows at Midnight)
- 1953—1955 — Театр Форда[англ.] / Ford Theatre — разные роли (в 4 эпизодах)
- 1953—1956 — Видео-театр «Люкс»[англ.] / Lux Video Theatre — разные роли (в 5 эпизодах)
- 1954—1962 — Театр General Electric[англ.] / General Electric Theater — разные роли (в 3 эпизодах)
- 1955 — Топпер[англ.] / Topper — разные роли (в 4 эпизодах)
- 1955 — Я люблю Люси / I Love Lucy — водитель (в эпизоде The Tour)
- 1955, 1958 — Шоу Боба Каммингса[англ.] / The Bob Cummings Show — разные роли (в 2 эпизодах)
- 1955, 1962 — Освободите место папочке[англ.] / Make Room for Daddy — разные роли (в 2 эпизодах[англ.])
- 1956 — Жизнь Рили[англ.] / The Life of Riley — Пиви (в эпизоде Junior Quits School)
- 1956 — Шоу Джорджа Бёрнса и Грейси Аллен[англ.] / The George Burns and Gracie Allen Show — англичанин (в эпизоде A Paris Creation)
- 1956 — Приключения Рин Тин Тина[англ.] / The Adventures of Rin Tin Tin — Кокопа Чарли (в эпизоде Lost Treasure)
- 1956, 1958 — Декабрьская невеста[англ.] / December Bride — Генри, парикмахер (в 2 эпизодах)
- 1957 — Миллионер[англ.] / The Millionaire — официант (в эпизоде The Professor Amberson Adams Story)
- 1957 — Час 20th Century Fox[англ.] / The 20th Century Fox Hour — разные роли (в 2 эпизодах)
- 1957 — Ричард Даймонд, частный детектив[англ.] / Richard Diamond, Private Detective — Макс Бирнбаум (в эпизоде Custody)[9]
- 1957 — Лесси / Lassie — владелец обезьяньего зоопарка (в эпизоде Happy[англ.])
- 1957 — Театр звёзд Шлица[англ.] / Schlitz Playhouse of Stars — дядюшка Амальдо (в эпизоде Rich Man, Poor Man)
- 1957 — Как выйти замуж за миллионера[англ.] / How to Marry a Millionaire — официант (в эпизоде The Cruise)
- 1957—1958 — Театр «У камина»[англ.] / Fireside Theatre — мистер Зинсли (в 2 эпизодах[англ.])
- 1960 — Питер Ганн[англ.] / Peter Gunn — Игорь (в эпизоде See No Evil[англ.])
- 1960 — Джонни Ринго[англ.] / Johnny Ringo — Слепой Луи (в эпизоде The Killing Bug)
- 1961 — Перри Мейсон / Perry Mason — Сассано (в эпизоде The Case of the Blind Man's Bluff)
- 1961 — Шоу Дика Ван Дайка[англ.] / The Dick Van Dyke Show — аптекарь (в эпизоде My Blonde-Haired Brunette[англ.])
- 1961 — Шоу Дика Трейси[англ.] / The Dick Tracy Show — Джо Джитсу / прочие персонажи (озвучивание; в 42 эпизодах)
- 1962 — Шайенн[англ.] / Cheyenne — гостиничный клерк (в эпизоде Wanted for the Murder of Cheyenne Bodie[англ.])[9]
- 1962—1963 — Шоу Джоуи Бишопа[англ.] / The Joey Bishop Show — разные роли (в 2 эпизодах)
- 1963 — Сансет-стрип, 77[англ.] / 77 Sunset Strip — Голдштейн (в эпизоде Dial 'S' for Spencer[англ.])[9]
- 1963 — Флот Макхейла[англ.] / McHale's Navy — шеф полиции (в эпизоде French Leave for McHale)
- 1963 — Деревенщина в Беверли-Хиллз[англ.] / The Beverly Hillbillies — индейский вождь (в эпизоде Turkey Day)
- 1963—1964 — Шоу Люси / The Lucy Show — разные роли (в 2 эпизодах[англ.])
- 1963, 1965 — Мистер Эд[англ.] / Mister Ed — разные роли (в 2 эпизодах)
- 1964 — Новое шоу Фила Силверса[англ.] / The New Phil Silvers Show — портной (в эпизоде Vanity, Thy Name Is Harry)
- 1964 — Молодые супруги[англ.] / The Young Marrieds — бармен (в 2 эпизодах)
- 1964—1969 — Станция Юбочкино[англ.] / Petticoat Junction — разные роли (в 3 эпизодах[англ.])
- 1965 — Семейка монстров / The Munsters — Том Фонг (в эпизоде Herman's Raise[англ.])
- 1966 — Хани Уэст[англ.] / Honey West — Марти (в эпизоде Like Visions and Omens and All That Jazz)
- 1966 — Бэтмен / Batman — злой отец (в эпизоде Hizzonner the Penguin[англ.])
- 1967—1968 — Эта девушка / That Girl — разные роли (в 2 эпизодах[англ.])
- 1967—1969 — Я мечтаю о Джинни[англ.] / I Dream of Jeannie — разные роли (в 4 эпизодах)
- 1968—1969 — Свекрови[англ.] / The Mothers-in-Law — разные роли (в 2 эпизодах)
- 1969 — Дикий, дикий Вест[англ.] / The Wild Wild West — Янус (в эпизоде The Night of the Janus[англ.])
- 1969 — Джулия[англ.] / Julia — Ишмаэль (Ламаэль) Брыбешек (в 2 эпизодах)
- 1969, 1971 — Адам-12[англ.] / Adam-12 — разные роли (в 2 эпизодах[англ.])
- 1970 — Дымок из ствола / Gunsmoke — доктор Герман Шульц, вор-гипнотизёр (в эпизоде Doctor Herman Schultz M.D.[англ.])
- 1970 — Призрак и миссис Мьюр[англ.] / The Ghost & Mrs. Muir — Хеклер (в эпизоде Amateur Night)
- 1972 — Любовь по-американски[англ.] / Love, American Style — папаша (в эпизоде Love and the Anxious Mama[англ.])
- 1972 — Критическое положение![англ.] / Emergency! — Сэм Крэнкс (в эпизоде Dilemma[англ.])
- 1972 — Бриджит любит Берни[англ.] / Bridget Loves Bernie — мистер Розенталь (в эпизоде Who's Watching the Store?)
- 1974 — Колчак: Ночной охотник[англ.] / Kolchak: The Night Stalker — Джулиус «Бакс» Файнман (в эпизоде Horror in the Heights)
- 1977 — Сэнфорд и сын[англ.] / Sanford and Son — мужчина (в эпизоде Fred Meets Redd)
- 1979 — Что происходит!![англ.] / What's Happening!! — герцог Морган (в эпизоде The Thomas Treasure)

### Актёр: в роли самого себя
- 1948 — Шоу Эда Салливана / Toast of the Town — в выпуске Louis Jordan, Benny Rubin от 19 сентября
- 1953—1954 — Комедийный час Colgate[англ.] / The Colgate Comedy Hour — в 2 выпусках
- 1963 — Вечернее шоу Джонни Карсона / The Tonight Show Starring Johnny Carson — в 2 выпусках
- 1967 — Шоу Мерва Гриффина[англ.] / The Merv Griffin Show — в выпуске Tony Martin, Orson Bean, Arthur and Kathryn Murray, Selma Diamond, Benny Rubin, Sharon Carnes, Willard & Greco от 6 ноября

### Сценарист
- 1935 — Путешествующая женщина-коммивояжёр[англ.] / Traveling Saleslady
- 1937 — Птицы высокого полёта[англ.] / High Flyers

### Режиссёр диалогов
- 1947 — Это шутка, сынок![англ.] / It's a Joke, Son!
- 1947 — Дьявол на колёсах[англ.] / The Devil on Wheels — в титрах не указан
- 1947 — Рыжий жеребец[англ.] / The Red Stallion

### Прочие работы
- 1928 — Идол дневных спектаклей / The Matinee Idol — дублёр Джона Уокера в танцевальных номерах; в титрах не указан
- 1949 — Алиса в Стране чудес[англ.] / Alice au pays des merveilles — режиссёр-постановщик[10]